# Butaritari Airport
Butaritari Airport är en flygplats i Kiribati.   Den ligger i örådet Butaritari och ögruppen Gilbertöarna, i den norra delen av landet, 200 km norr om huvudstaden Tarawa. Butaritari Airport ligger 8 meter över havet.
Terrängen runt Butaritari Airport är mycket platt.  Närmaste större samhälle är Kuma Village, 19,4 km nordost om Butaritari Airport. 